# Aziza Amir
Aziza Amir, all'anagrafe Mofida Mohamed Ghoneim (in arabo عزيزة أمير‎?; Damietta, 17 dicembre 1901 – Il Cairo, 28 febbraio 1952), è stata un'attrice e produttrice cinematografica egiziana. Consideratata la madre del cinema arabo.

## Biografia
Aziza Amir nacque il 17 dicembre 1901 ad Alessandria da una famiglia modesta, giovanissima fece parte della compagnia Ramsis di Youssef Wahbi (1898-1982). Molto presto, iniziò a scrivere e produrre opere prima per il teatro poi per il cinema. Era molto apprezzata per suo percorso pionierismo e per la sua capacità di raccontare l'Egitto della rivoluzione del 1919 fatto di patriottismo, innovazione ed emancipazione della donna.
Nel 1926, fu la produttrice del primo lungometraggio muto della storia del cinema arabo Leila, diretto dal regista turco-egiziano Wadad Orfi. Famosa la frase che l'economista Tal'at Harb le dedicò dopo la prima del film: "Tu (Aziza) hai fatto ciò che non hanno saputo fare gli uomini".
Aziza Amir ebbe una vita sentimentale intensa, da menzionare il matrimonio con il pascià Ahmed Sharei, figlio di latifondisti del sud Egitto, diseredato per aver sposato un'attrice; ed il sodalizio, amoroso e lavorativo, con l'attore e regista Mahmoud Zulfikar (1914–1970) con il quale fondò Studio Amir, attivo dal 1944 al 1952, anno in cui l'attrice morì.
Aziza Amir, Assia Dagher, Mary Queeny, Behidja Hafez (1908–1983), Fatma Rouchdi (1908–1996) ed Amina Mohamed (1908–1985) sono considerate le sei pioniere donne del cinema arabo.

## Filmografia
I film di Aziza Amir sono considerati un pilastro sia del cinema mediorientale che di quello africano.
| Data | Film                                | Ruolo                                              |
| ---- | ----------------------------------- | -------------------------------------------------- |
| 1926 | Nida'a al-Rab                       | Recitazione e regia                                |
| 1927 | Leila                               | Recitazione e produzione                           |
| 1929 | Bint el-Nil                         | Recitazione e produzione                           |
| 1930 | La fille tunisienne (film francese) | Recitazione                                        |
| 1931 | Istanbul Sokaklarinda (film turco)  | Recitazione                                        |
| 1932 | Al-Mou'alefa el-Masreiya            | Recitazione                                        |
| 1933 | Kaferi am Khataitak                 | Recitazione e regia                                |
| 1936 | Bisalamtu Aouz Itjawaz              | Recitazione                                        |
| 1939 | Baya'at el-Toffah                   | Recitazione e sceneggiatura                        |
| 1940 | El-Warsha                           | Recitazione, scrittura, sceneggiatura e produzione |
| 1941 | El warsha                           | Recitazione e scrittura                            |
| 1942 | Lailat al farah                     | Recitazione                                        |
| 1943 | Wadi el-Noujoum                     | Recitazione                                        |
| 1943 | Ibn el-Balad                        | Recitazione, sceneggiatura, dialoghi               |
| 1944 | Taqiyyat al-Ikhfa                   | Recitazione e sceneggiatura                        |
| 1944 | Ibnati                              | Recitazione, sceneggiatura e produzione            |
| 1945 | Al-Fulus                            | Recitazione, sceneggiatura e dialoghi              |
| 1946 | Sham'aa Tahtarek                    | Recitazione                                        |
| 1946 | Awdat Taqiyyat al-Ikhfa             | Recitazione                                        |
| 1946 | Al-Mughani al-Maghool               | Recitazione                                        |
| 1946 | Al-Dunia b Kheir                    | Recitazione                                        |
| 1947 | Hadaya                              | Recitazione, scrittura e sceneggiatura, produzione |
| 1948 | Fok el-Sihab                        | Recitazione, sceneggiatura e produzione            |
| 1948 | El-Kul Iughanni                     | Recitazione e produzione                           |
| 1949 | Nadia                               | Recitazione                                        |
| 1949 | Fatat mnn Falastin                  | Scrittura e sceneggiatura                          |
| 1951 | Kisma wa Nassib                     | Recitazione                                        |
| 1951 | Khada'ani Abi                       | Scrittura, sceneggiatura e produzione              |
| 1951 | Akhlak ll Beia'a                    | Produzione                                         |
| 1952 | Amint bi-Allah                      | Recitazione                                        |